# Zviozdnaïa (métro de Saint-Pétersbourg)
Zviozdnaïa (en russe : Звёздная) est une station de la ligne 2 du métro. Elle est située dans le raïon de Moskovski à Saint-Pétersbourg en Russie.
Mise en service en 1972, elle est desservie par les rames de la ligne 2 du métro de Saint-Pétersbourg.

## Situation sur le réseau

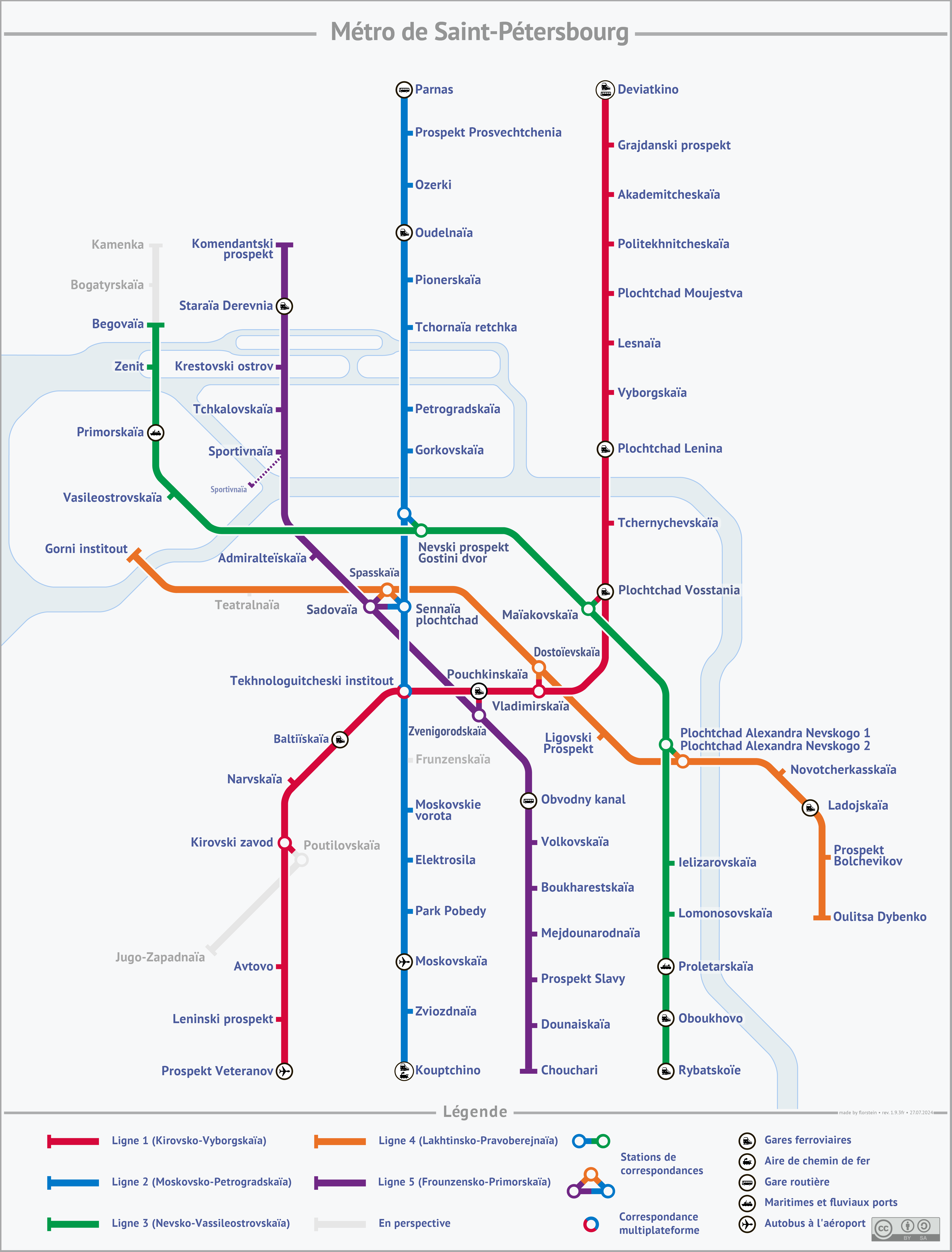
Plan du métro.

Établie en souterrain, à 35 mètres de profondeur, Zviozdnaïa est une station de passage de la ligne 2 du métro de Saint-Pétersbourg. Elle est située entre la station Moskovskaïa, en direction du terminus nord Parnas, et la station Kouptchino, le terminus sud.
La station dispose d'un quai central encadré par les deux voies de la ligne.

## Histoire
La station Zviozdnaïa est mise en service le 25 décembre 1972, lors de l'ouverture à l'exploitation du prolongement de Moskovskaïa au terminus Kouptchino. Elle est nommée en référence à la toponymie des voies routières disposées en étoile. La station souterraine est construite suivant un nouveau type de station dite station fermée (ru), ou le quai central donne sur des portes fermées qui ne s'ouvrent en coulissant que lorsque la rame est présente.

## Services aux voyageurs

### Accès et accueil
Elle dispose d'un pavillon d'accès en relation avec le quai par un tunnel en pente équipé de trois escaliers mécaniques.

### Desserte
Zviozdnaïa est desservie par les rames de la ligne 2 du métro de Saint-Pétersbourg. Station fermée (ru) elle dispose de chaque côté du quai central de portes qui s'ouvrent à l'arrivée des rames et se ferment à leur départ.

Installations et desserte
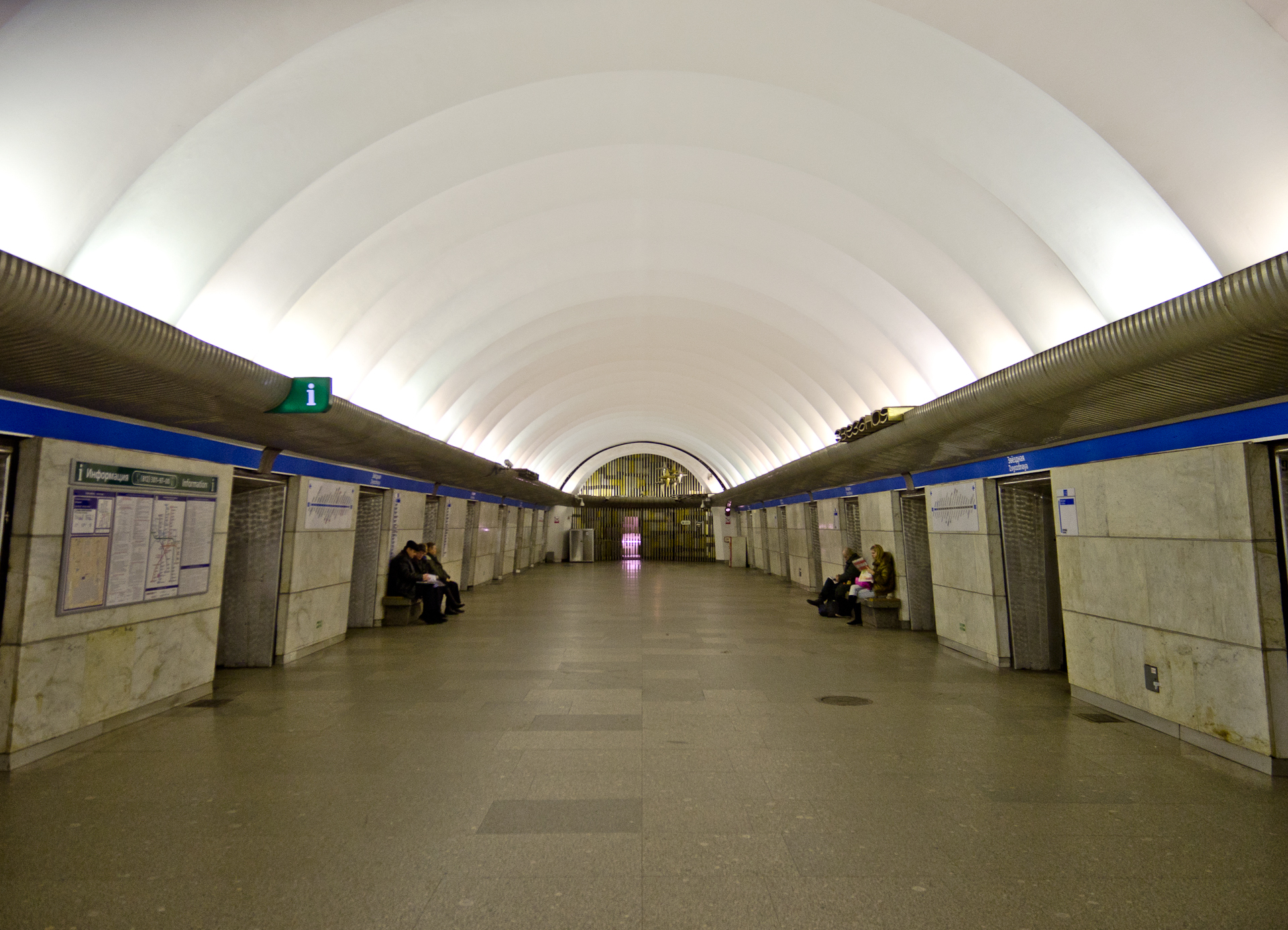
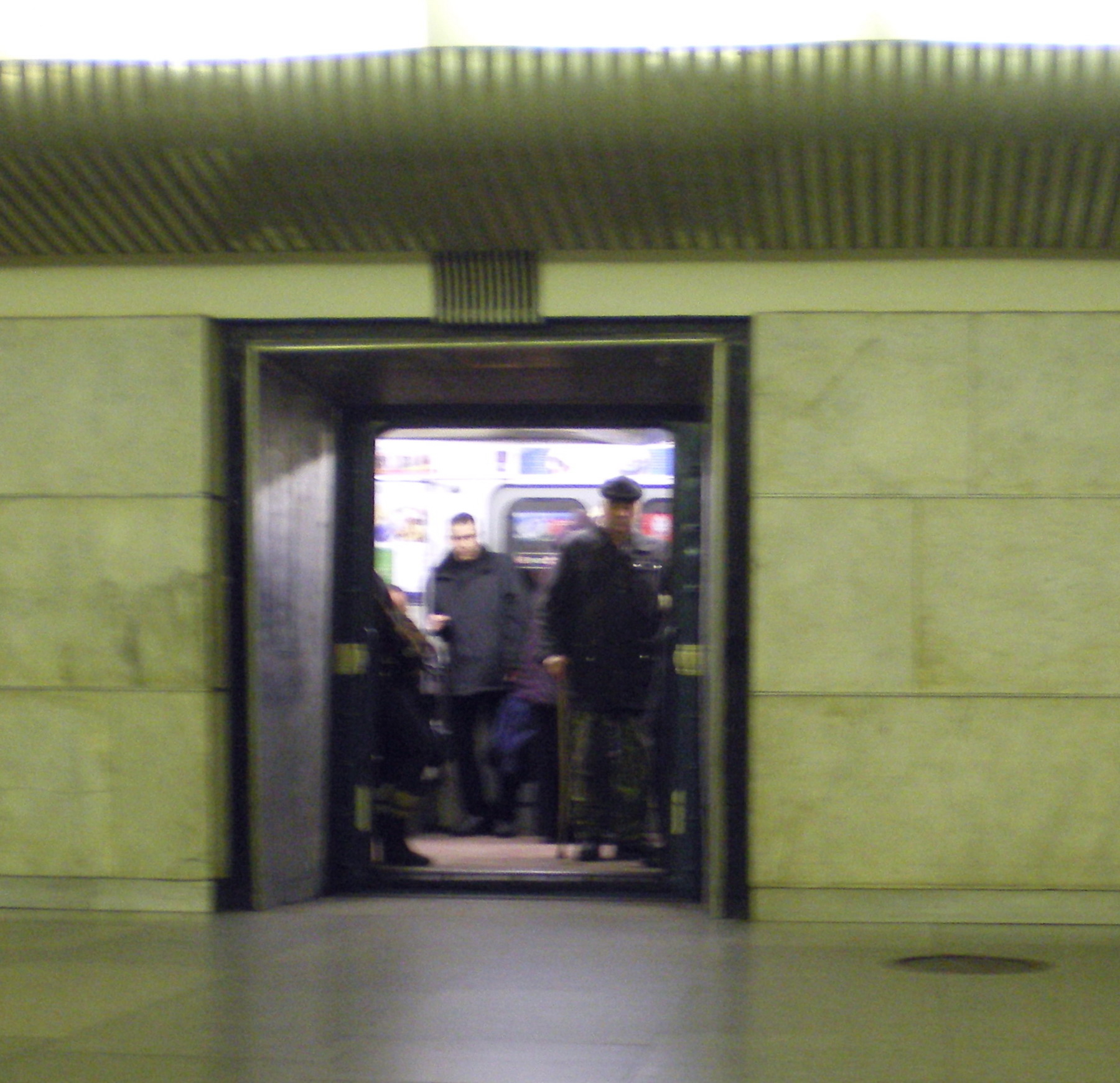

### Intermodalité
Elle dispose à proximité d'une station du tramway de Saint-Pétersbourg desservie par la ligne 29. Il y a également des arrêts de bus desservis par de nombreuses lignes.